# Копані (станція)
Копані — проміжна залізнична станція Херсонської дирекції Одеської залізниці на неелектрифікованій лінії Кульбакине — Херсон між станціями Котляреве (12 км) та роз'їздом Чеховичі (9 км). Розташована в селі Копані Херсонського району Херсонської області.

## Історія
Станція відкрита у 1907 році.

## Пасажирське сполучення
Через російське вторгнення в Україну, рух приміських поїздів тимчасово припинено. На станції зупинялися приміські поїзди сполученням Миколаїв — Херсон — Вадим, а також поїзди далекого сполучення.